# Roger Liddle
Pour les articles homonymes, voir Liddle.
Roger John Liddle, baron Liddle (né le 14 juin 1947) est un conseiller politique et consultant britannique, principalement connu pour être conseiller spécial sur les questions européennes auprès de l'ancien Premier ministre Tony Blair et du président de la Commission européenne, José Manuel Barroso. Il travaille également avec Peter Mandelson sur des livres décrivant la philosophie politique du Parti travailliste sous la direction de Blair. Il est président du groupe de réflexion international Policy Network et pro-chancelier de l'Université de Lancaster .

## Famille
Liddle est le fils de John Thwaites Liddle et d'Elizabeth Temple. Né le 14 juin 1947 à Carlisle, il fréquente le Carlisle Grammar School et remporte la bourse Wyndham au Queen's College, Oxford, où il obtient des diplômes en histoire moderne et en études de gestion. En 1983, il épouse l'hon. Caroline Thomson - fille de George Thomson, ancien député travailliste de Dundee East. Elle est chef de l'exploitation de la BBC, jusqu'à ce qu'elle soit licenciée en 2011 au milieu d'une controverse sur la sélection d'un nouveau directeur général de la BBC.

## Carrière
Après avoir obtenu ses diplômes, Liddle travaille dans la recherche pour la Oxford School of Social and Administrative Studies et comme agent des relations industrielles pour le Electricity Council. En 1976, il se lance dans la politique en devenant conseiller spécial de William Rodgers, secrétaire d'État aux Transports.
De là, il devient directeur du Public Policy Center entreprenant un travail de pionnier sur la réglementation des industries privatisées, la politique de taux de change, la politique régionale, la politique scientifique et industrielle, la participation des employés et la détermination des salaires, et le choix dans les services publics.
Liddle passe ensuite dans le secteur privé pendant 10 ans, occupant le poste de directeur général de Prima Europe Ltd - une société de conseil qui conseille sur l'impact de la politique et de la réglementation aux niveaux européen et national.

## Gouvernement
En 1997, il retourne en politique pour devenir conseiller spécial sur les questions européennes auprès du Premier ministre Tony Blair. Au cours d'une période de sept ans à ce poste, il développe une nouvelle politique britannique d'engagement positif dans l'Union européenne, axée sur la réforme économique, l'innovation et la promotion des entreprises; modernisation des États-providence et réforme du marché du travail; ainsi que les questions institutionnelles, le traité constitutionnel et la défense européenne. Il est également responsable de la liaison avec les entreprises et les syndicats sur les questions européennes.
Quittant le 10 Downing Street, il est membre du cabinet du Commissaire européen au commerce, où il le conseille sur la politique de l'UE et son impact sur le Royaume-Uni. En 2006, il est conseiller principal du président de la Commission européenne, dirigeant une équipe d'économistes et d'experts au sein du Bureau of European Policy Advisers, qui conseille sur les défis économiques et sociaux auxquels l'Europe est confrontée.
Liddle est président de Policy network, un groupe de réflexion international réunissant des universitaires, des décideurs et des politiciens du centre-gauche progressiste, responsable de grands projets sur l'avenir du modèle social européen, la réforme du service public, l'immigration et l'intégration, la flexicurité, la mondialisation et la justice sociale . Il est membre invité de l'Institut européen de la London School of Economics .
Il est également ancien président du comité consultatif du gouvernement britannique sur les nouvelles industries, les nouveaux emplois, les universités et les compétences, qui relevait directement de Peter Mandelson, alors secrétaire d'État aux affaires, à l'innovation et aux compétences.

## Pairie

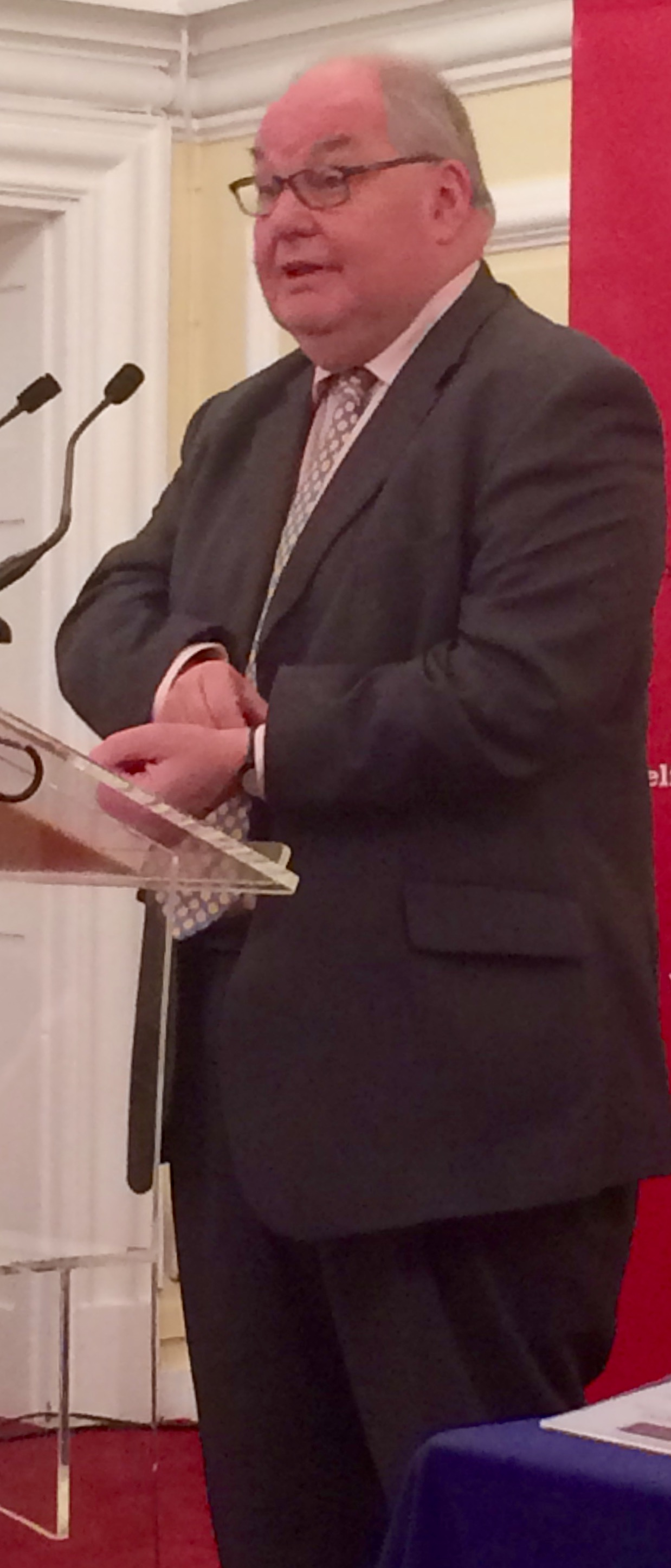
Liddle au Central Hall Westminster en 2015

Dans les honneurs de dissolution de 2010, il est créé pair à vie le 19 juin 2010 en tant que baron Liddle, de Carlisle dans le comté de Cumbria, et est présenté à la Chambre des Lords le 21 juin 2010, soutenu par Lord Mandelson et Lord Rodgers de Quarry Bank .

## Politique locale
Liddle a également joué un rôle direct dans la politique active, en tant que membre du conseil municipal d'Oxford et du conseil municipal de Lambeth London. En 2013, il est élu au Conseil du comté de Cumbria pour la division Wigton. Il est membre fondateur du Parti social-démocrate en 1981 et membre du comité national du parti jusqu'en 1986, période au cours de laquelle il se présente à un certain nombre de sièges parlementaires, notamment l'élection partielle de Fulham en 1986.
Liddle écrit quatre livres, tous axés sur les questions européennes. Plus récemment Global Europe, Social Europe avec Anthony Giddens et Patrick Diamond. Avec Peter Mandelson, il écrit The Blair Revolution: Can New Labour Deliver? en 1996. Ses réflexions sur l'avenir de l'Europe, formulées pendant son mandat à la Commission, sont publiées dans une brochure Fabian Ideas en 2005.
Il est membre du comité de stratégie Progress associé au Parti travailliste en 2017 .

## Publications
(janvier 2021).
- Challenging the politics of evasion: the only way to renew European social democracy, Policy Network, décembre 2009,
- After the crisis: A new socio-economic settlement for the EU, Policy Network, novembre 2009.
- Beyond New Labour: the future of social democracy in Britain, Politicos, 2009.
- Building a low-carbon future: the politics of climate change, Policy Network, juin 2007
- Social pessimism: the new social reality of Europe, Policy Network, octobre 2008.
- Progressive governance 2008: the path to a global progressive consensus, avril 2008
- Creating a culture of fairness: a progressive response to income inequality in Britain, janvier 2008
- A new social Europe, September 2007
- The social reality of Europe, March 2007
- Global Europe Social Europe, October 2006
- Economic Reform in Europe: Priorities for the next five years, novembre 2004